# Fluorescéine (usage médical)
La fluorescéine est un médicament utilisé pour le diagnostic de problèmes oculaires. Il s'agit d'un colorant qui est capté par les parties endommagées de la cornée, qui se colorent en vert sous une lumière bleu de cobalt. Lorsqu'appliquée en goutte ou sur une bande de papier à la surface de l'œil, elle permet de détecter des lésions oculaires telles que des corps étrangers ou l'abrasion de la cornée. Lorsqu'elle est administrée par voie orale ou par injection dans une veine, elle permet de visualiser les vaisseaux sanguins situés à l'arrière de l'œil durant un examen d'angiographie à la fluorescéine.
La fluorescéine a été synthétisée pour la première fois en 1871. Elle figure sur la liste des médicaments essentiels de l'Organisation Mondiale de la Santé, qui comprend les médicaments les plus efficaces et les plus sécuritaires, nécessaires dans un système de santé. Le prix du gros dans les pays en développement est d'environ 12.25 USD par flacon de 5 ml. Au Royaume-Uni, une dose unique coûte à l'ENM environ 0,43 livres. La fluorescéine n'est également pas très chère aux États-Unis. Il existe une version qui vient prémélangée avec de la lidocaïne.

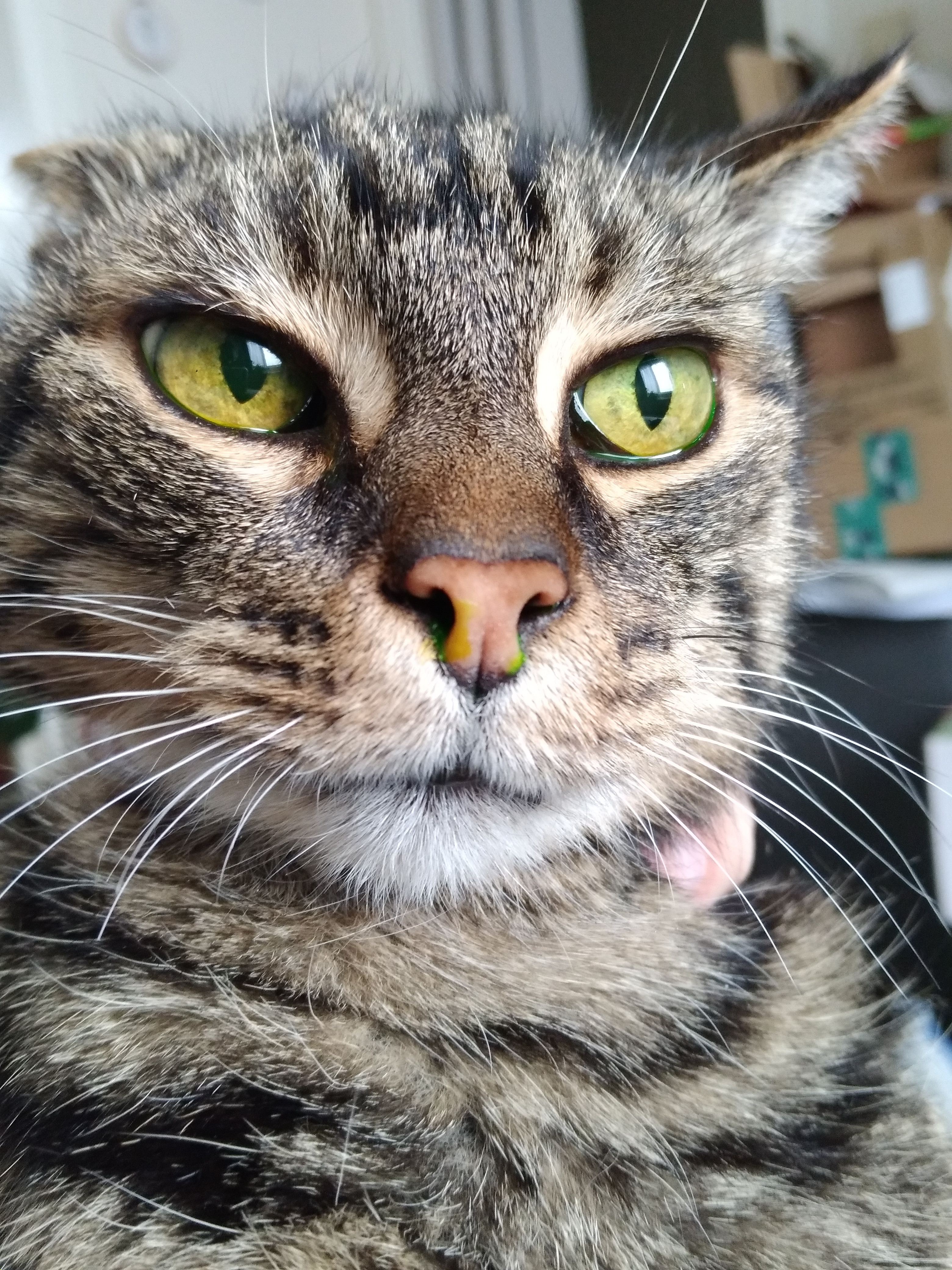
Un chat après un test à la fluorescéine. Après avoir été déposée dans les yeux, la fluorescéine est passée à travers les canaux lacrymaux pour ressortir par les narines.

## Effets secondaires
Lorsqu'appliquée à la surface de l'œil, la fluorescéine peut avoir les effets secondaires suivants :  une brève période de vision floue et une décoloration des lentilles de contact souples. Lorsqu'elle est administrée par voie orale ou par injection, les effets secondaires peuvent inclure des maux de tête, des nausées, et un changement de la couleur de la peau pour une brève période de temps. Des réactions allergiques peuvent se produire dans de rares cas.

## Test de fuite
En toxicologie, le test TFF (test de fuite à la fluorescéine) ou FLT (pour fluorescein leakage test) « fournit des informations sur les effets de xénobiotiques sur l'imperméabilité (Gate function) des monocouches de cellules épithéliales et leur récupération après exposition » (les dégâts sur les cellules sont évalués en mesurant la quantité de Na-fluorescéine qui peut traverser une culture cellulaire en monocouche (en 30 min) d'abord juste après l'exposition à la molécule testées, puis après 4, 24, 48 et 72 heures pour tester la récupération des cellules ; ce test peut par exemple être  utilisé in vivo avec un biofilm monocouche de cellules canines rénales de Madin-Darby (lignée cellulaire utilisée en laboratoire, dite MDCK pour Madin-Darby canine kidney cells) afin de tester la sécurité oculaire de certains produits cosmétiques à base de tensioactifs susceptibles de toucher l'oeil (parmi d'autres tests, dont tests in vitro pour l'évaluation de la sécurité oculaire des cosmétiques.